# Choi Kyu-ha
Pour les articles homonymes, voir Choi.
Dans ce nom coréen, le nom de famille, Choi, précède le nom personnel.
Choi Kyu-hah (en coréen : 최규하, /tɕʰø kju.ɦa/ → /tɕʰø.ɡju.ɦa/), né le 16 juillet 1919 à Wonju et mort le 22 octobre 2006 à Séoul, est un homme d'État sud-coréen, Premier ministre de 1975 à 1979 puis président de la République de 1979 à 1980.

## Biographie
Ministre des Affaires étrangères de 1967 à 1971, Choi devient Premier ministre en décembre 1975. Quand le président Park Chung-hee est assassiné le 26 octobre 1979, il assure l'intérim avant d'être élu président le 6 décembre suivant. Mais en mai a lieu un nouveau coup d'état, mené un groupe de généraux emmené par Chun Doo-hwan qui prend le pouvoir et va rester à la tête de la Corée jusqu'aux élections libres de 1987. Choi doit renoncer à son mandat qui est le plus court de l'histoire du pays. 
Il vit retiré de la vie publique jusqu'à son décès, en 2006 à Séoul,,.